# Sabri Ergün
Sabri Ergün (1er mars 1918 - 18 février 2006) est un ingénieur en génie chimique turc. Il est connu pour l'équation d'Ergün qui exprime la variation de pression à travers un lit poreux.

## Biographie
Sabri Ergün est né le 1er mars 1918 à Gerede dans l'Empire Ottoman (aujourd'hui la Turquie). Il s'expatrie aux États-Unis en 1943 où il reçoit les diplômes de Bachelor et de Master of Sciences en génie chimique à l'université Columbia. Il passe ensuite une thèse en Autriche à l'université technique de Vienne en 1956.
Il intègre la direction du Coal Research Laboratory à l'Institut Carnegie et est employé par le Bureau américain des Mines comme coordinateur des recherches en physique du solide.
Pendant quatre ans, il est employé par Bechtel Corporation comme consultant en biotechnologie.
En 1977, il rejoint le Laboratoire national Lawrence-Berkeley de l'université de Californie comme responsable de la recherche sur les hydrocarbures de synthèse à partir du charbon et de la biomasse.
En 1980, il prend sa retraite à Madison, Wisconsin où il décède en 2006.